# 薩爾魏河
51°16′9″N 8°11′13″E / 51.26917°N 8.18694°E

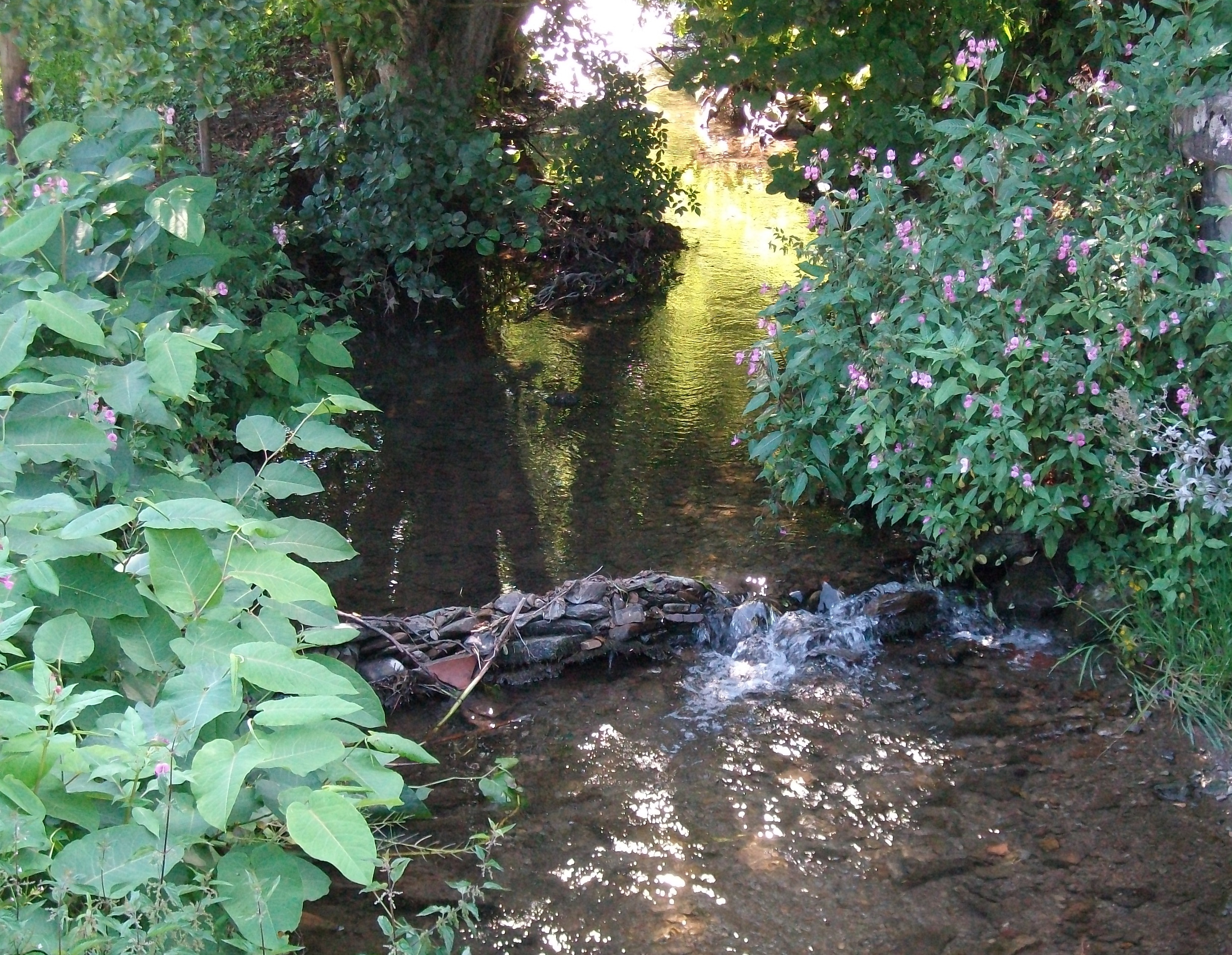

薩爾魏河（德語：Salwey），是德國的河流，位於該國西部，流經北萊茵-威斯特法倫州，屬於文訥河的左支流，河道全長14.8公里，流域面積67.9平方公里。